# Ejecutable
En informática, un ejecutable o archivo ejecutable, es tradicionalmente un archivo binario, cuyo contenido se interpreta por el ordenador como un programa.

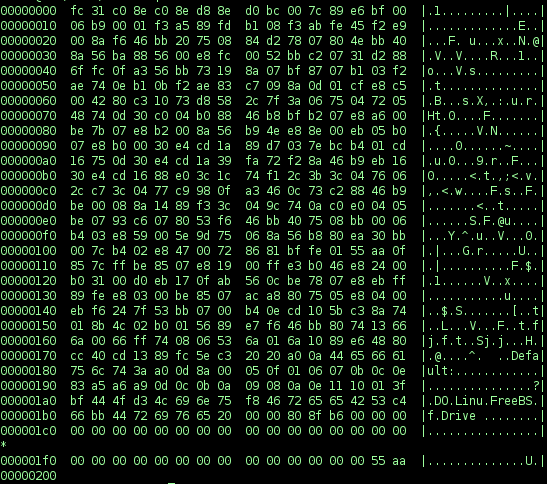
Binary executable file2

Generalmente, contiene instrucciones en código máquina de un procesador en concreto, pero también puede contener bytecode que requiera un intérprete para ejecutarlo. Además, suele contener llamadas a funciones específicas de un sistema operativo (llamadas al sistema).
Dependiendo del tipo de instrucciones de que se traten, hablaremos de ejecutables portables (se pueden ejecutar en varias plataformas) y no portables (destinado a una plataforma concreta). Por ejemplo, un ejecutable Java es portable ya que utiliza un bytecode no asociado a un procesador en concreto.
Sin embargo en un sentido más general, un programa ejecutable no tiene por qué necesariamente contener código de máquina, sino que puede tener instrucciones a interpretar por otro programa. Este tipo de ejecutables son conocidos con el nombre de scripts.
Determinar si un archivo es ejecutable es sobre todo una cuestión de convención. Unos sistemas operativos se basan en la extensión de archivo (como la terminación .exe) y otros lo hacen leyendo los metadatos (como los bits de permiso de ejecución en Unix).
En la mayoría de los sistemas modernos, un archivo ejecutable contiene mucha información que no es parte del programa en sí: recursos como textos e imágenes, requisitos del entorno de ejecución, información simbólica y de depuración, u otra información que ayude al sistema operativo a ejecutar el programa.